# 시각 예술

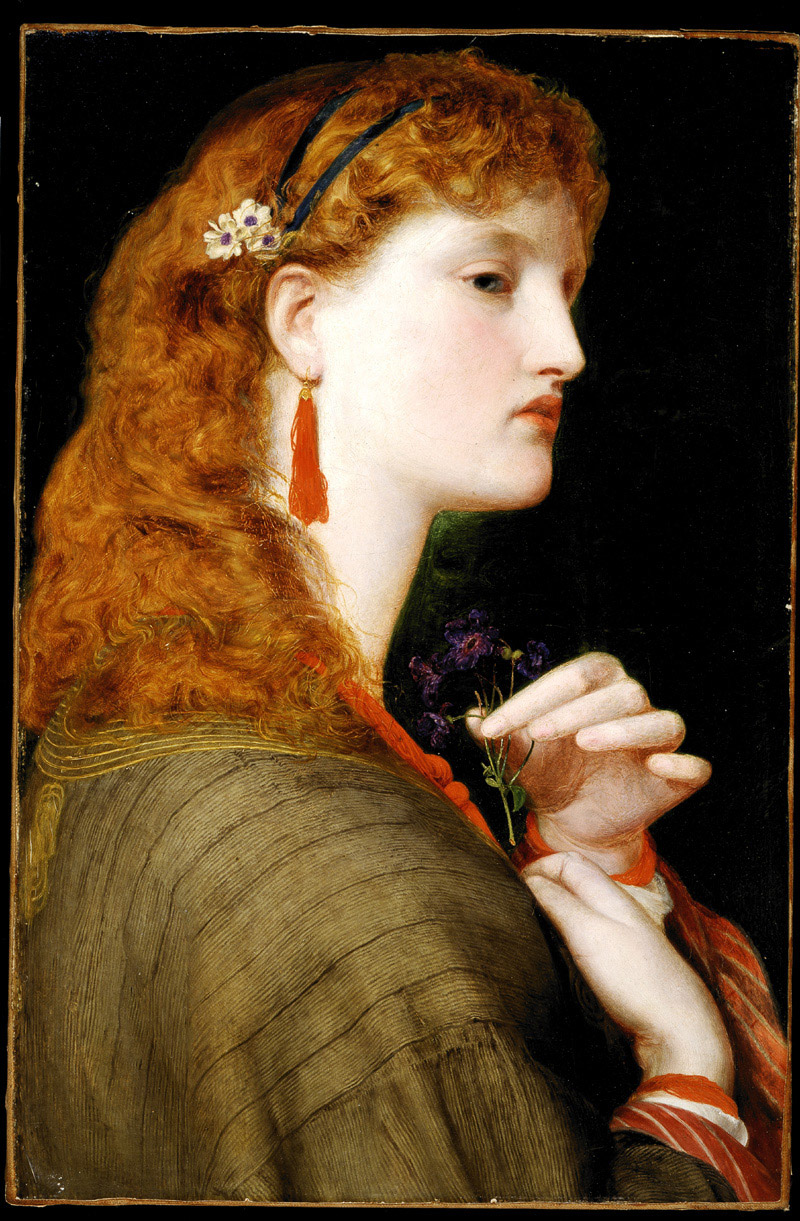
시각 예술

시각 예술(視覺藝術, 영어: visual arts)은 예술의 한 형태로 미술이라고도 한다. 시각에 의해 인식할 수 있는 예술작품 또는 시각적 요소(형식)으로 표현하는 예술을 가리킨다. 시각 예술은 시각 이외의 감각에 호소하는 다른 형태의 예술과 구별된다.
시각 예술은 회화, 소묘, 판화, 조각, 도자기, 사진술, 비디오, 영화 제작, 만화, 디자인, 공예 및 건축과 같은 예술 형식이다. 공연 예술, 개념 미술, 섬유 예술과 같은 많은 예술 분야에는 시각 예술의 측면뿐만 아니라 다른 유형의 예술도 포함된다. 시각 예술에는 산업 디자인, 그래픽 디자인, 패션 디자인, 인테리어 디자인, 장식 예술과 같은 응용미술도 포함된다.
현재 "시각 예술"이라는 용어의 사용에는 미술뿐만 아니라 응용 또는 장식 예술과 공예도 포함되지만 항상 그런 것은 아니다. 20세기 초 영국과 다른 곳에서 아트 앤 크래프트 운동이 일어나기 전에는 '예술가'라는 용어가 몇 세기 동안 미술(회화, 조각, 판화 등) 분야에서 일하는 사람에게만 국한되어 사용되었다. 장식 예술, 공예 또는 응용 시각 예술 매체. 이러한 구별은 높은 형식만큼 토착 예술 형식을 중요하게 여기는 예술 공예 운동의 예술가들에 의해 강조되었다. 미술학교에서는 미술과 공예를 구별하여 공예가를 예술 실무자로 간주할 수 없다고 주장했다.
다른 예술보다 회화와 조각에 대한 특권이 증가하는 경향은 동아시아 예술뿐만 아니라 서양 예술의 특징이었다. 두 지역 모두에서 회화는 예술가의 상상력에 가장 많이 의존하고 육체 노동과는 가장 거리가 먼 것으로 여겨져 왔다. 중국화 (회화)에서 가장 높이 평가되는 스타일은 적어도 19세기에는 "학자 회화" 스타일이었다. 신사 아마추어가 실천한 이론. 서구의 장르 계층 구조도 비슷한 태도를 반영했다.

## 유형
- 회화
- 조각
- 판화
- 건축
- 소묘
- 만화
- 사진
- 영화
- 비디오 아트
- 컴퓨터 아트

## 같이 보기
- 미술
- 공연 예술
- 조형 예술